# Combat d'Ariel
Insurrection djihadiste au Burkina Faso
Batailles
- Samorogouan
- Intangom
- Nassoumbou
- Ariel
- 1re Inata
- Loroni
- Gorom-Gorom
- Koutougou
- Arbinda
- Hallalé
- Markoye
- Dounkoun
- Boukouma
- 2e Inata
- Titao
- Opération Laabingol
- Namissiguima
- Madjoari
- Bourzanga
- Seytenga
- Gaskindé
- Tin-Ediar
- Tin-Akoff
- Aoréma
- Ougarou
- Namsiguia
- Noaka
- Koumbri
- Djibo
- Tawori
- Mansila
- Nassougou

Massacres
- Yirgou
- Solhan
- Karma
- Komsilga, Nodin et Soroe
- Bibgou et Soualimou
- Barsalogho

Attentats
- 1er Ouagadougou
- 2e Ouagadougou
- 3e Ouagadougou

Le combat d'Ariel a lieu le 9 novembre 2017 pendant l'insurrection djihadiste au Burkina Faso.

## Déroulement
Dans la nuit du 8 novembre au 9 novembre 2017, un groupe de djihadistes d'Ansarul Islam est localisé dans les collines entre Kereboulé et Ariel, dans la province de Soum. L'armée burkinabée décide alors d'intervenir et mobilise un détachement anti-terroriste basé à Nassoumbou pour mener une opération. Le combat s'engage le 9 novembre, vers 13h30, dans le village d'Ariel ; il dure deux heures et tourne à l'avantage des militaires,. Il s'agit alors du premier véritable succès militaire des forces armées burkinabées contre les djihadistes. Le ministre de la Défense, Jean-Claude Bouda, adresse un message de félicitations aux forces armées.

## Pertes
Selon une source militaire burkinabée de Jeune Afrique, une dizaine de djihadistes sont tués lors du combat et quatre corps sont récupérés. Un important stock d'armement est également capturé par les militaires. Selon l'armée, quatre soldats sont blessés, dont un grièvement. Un soldat est également porté disparu temporairement, avant d'être retrouvé.